# Walther Stechow
Walther Stechow (* 25. Januar 1852 in Jarchlin, Kreis Naugard; † 17. Dezember 1927 in Frankfurt am Main) war ein deutscher Radiologe und Obergeneralarzt, der im preußischen Militär das Röntgen-Verfahren und -Fotografieren eingeführt und wissenschaftlich ausgewertet hat.

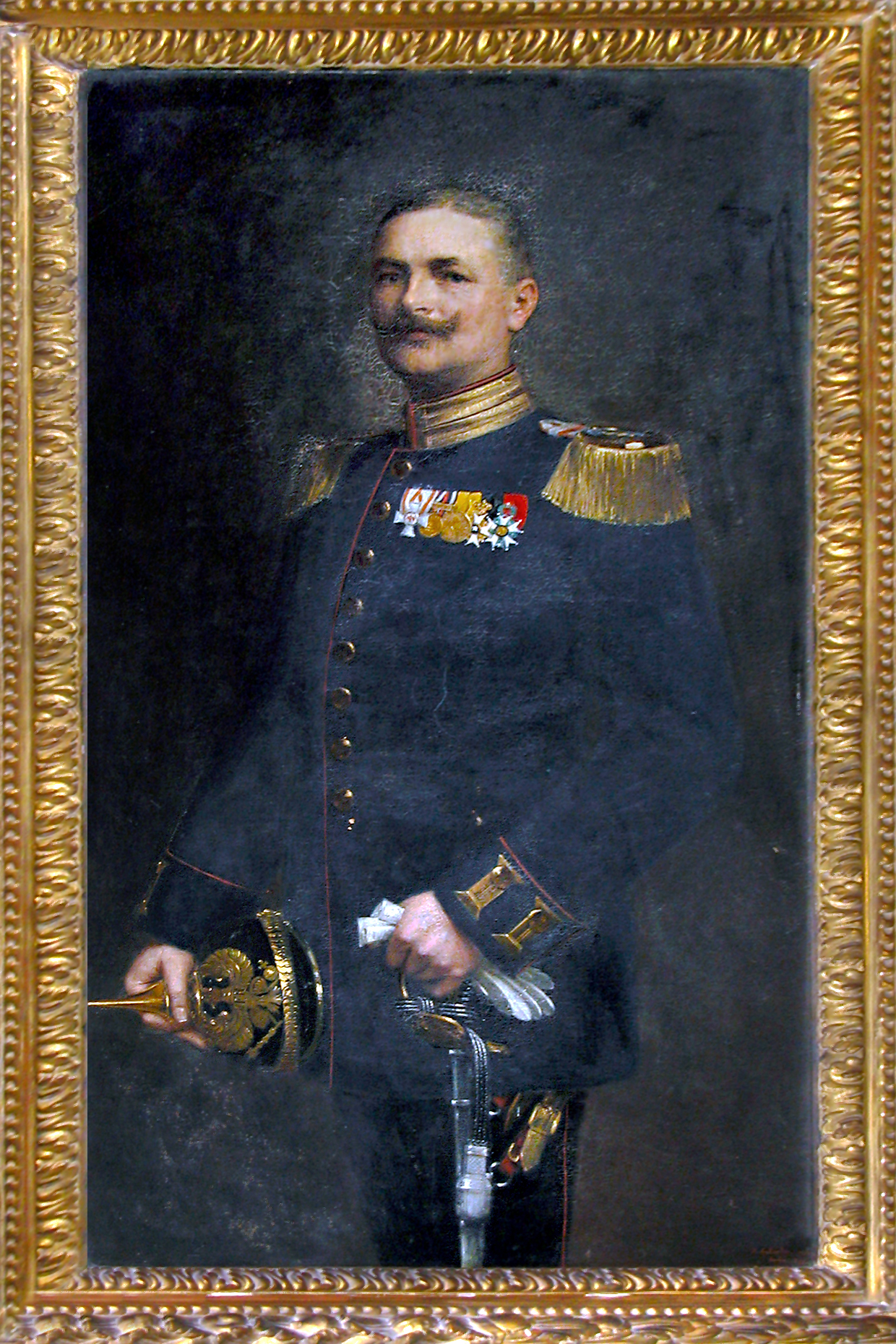
Obergeneralarzt Walther Stechow

## Leben und Wirken

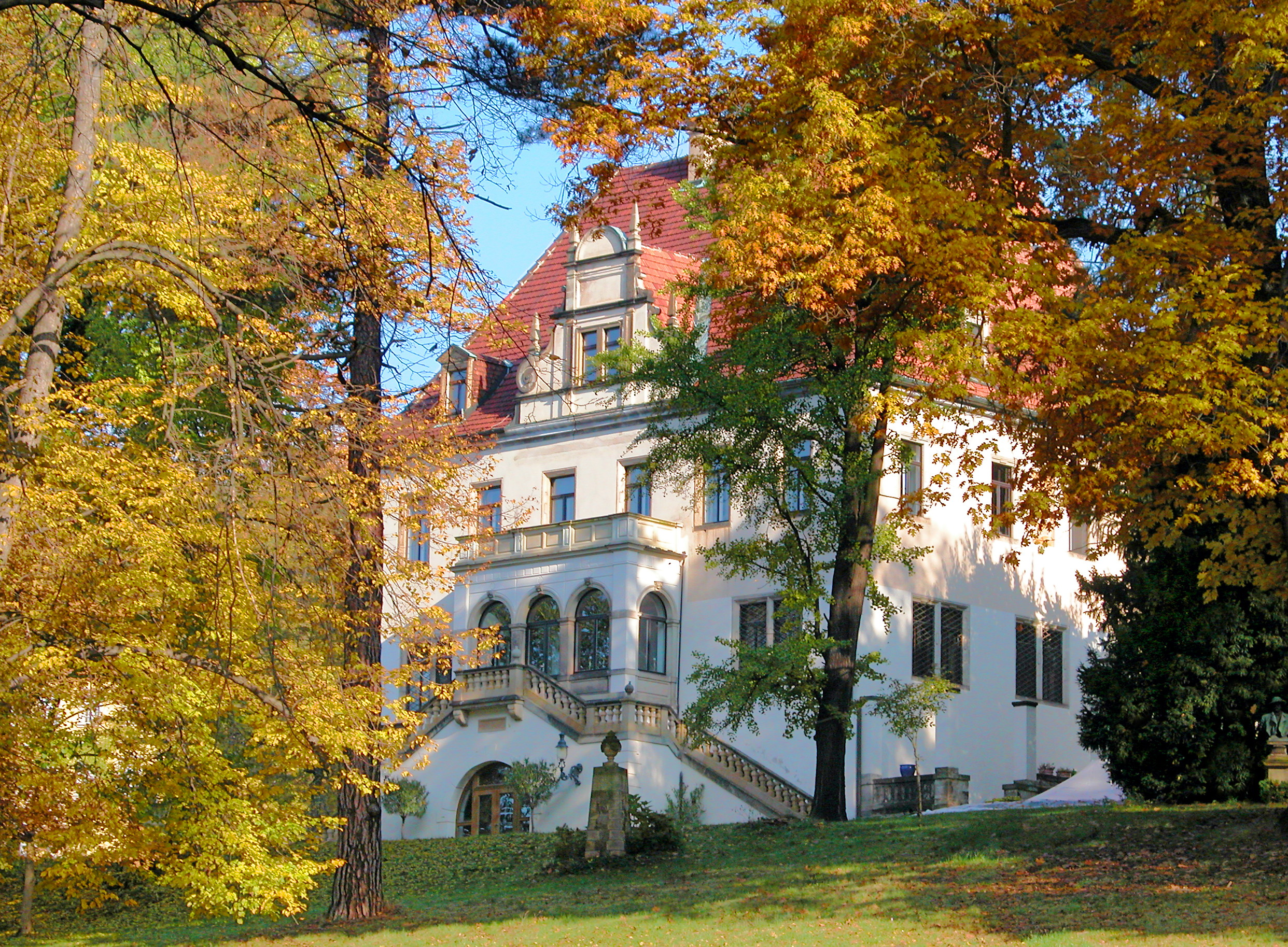
Hohenhaus in Zitzschewig, Wohnhaus von Stechow

Walther Stechow war als Obergeneralarzt der Divisionsarzt der 2. Gardedivision in Berlin. Er war der erste Militärarzt, der in Deutschland, speziell im preußischen Militär, das neue Röntgen-Verfahren und -Fotografieren systematisch erprobte, wissenschaftliche Beweise seiner Verwendbarkeit lieferte und es als Mittel ärztlicher Diagnostik einführte.
1903 veröffentlichte er das Buch „Das Röntgen-Verfahren mit besonderer Berücksichtigung der militärischen Verhältnisse“. Insbesondere untersuchte Stechow die sogenannte Marschgeschwulst, eine krankhafte Veränderung am Fußrücken.
Er unternahm wissenschaftliche Reisen nach England, Frankreich, Schweden, Norwegen, Italien, Spanien, Russland, Kleinasien, Marokko und Nordamerika. Außerdem nahm er an zahlreichen internationalen medizinischen Kongressen teil und publizierte diverse Aufsätze zum Thema Röntgenfotografie.  
Seine wissenschaftliche Pionierarbeit wurde in vielen Ländern anerkannt und ausgezeichnet. So war Stechow unter anderem Ritter der französischen Ehrenlegion, er erhielt das Ritterkreuz des sächsischen Albrechts-Ordens sowie den schwedischen Nordstern-Orden. Er war Mitglied diverser wissenschaftlicher Gesellschaften.
Walther Stechow lebte ab 1885 im sächsischen Zitzschewig, heute Stadtteil von Radebeul, im dortigen Herrenhaus Hohenhaus, das er umfänglich erweiterte. Um 1911 unterstützte er die deutsche Tendaguru-Archäologieexpedition mit namhaften Beträgen. 
Sein Sohn Eberhard Stechow schlug ebenfalls die wissenschaftliche Laufbahn ein.

## Schriften
- Das Röntgen-Verfahren mit besonderer Berücksichtigung der militärischen Verhältnisse. (= Bibliothek von Coler-von Schjerning, Band 18.) Hirschwald Verlag, Berlin 1903.